# كانير إردينيز
كانير إردينيز (بالتركية: Caner Erdeniz)‏(25 أبريل 1987-)، لاعب كرة سلة تركي محترف، لعب آخر مرة لفريق بويوك شكمجة [الإنجليزية] في الدوري التركي الممتاز لكرة السلة. وهو نجل لاعب كرة السلة السابق محمد أردنيز.

## روابط خارجية
- كانير إردينيز على موقع الدوري الأوروبي لكرة السلة (الإنجليزية)
- كانير إردينيز على موقع كرة السلة الأوروبية.كوم (الإنجليزية)
- كانير إردينيز على موقع ريلجم (الإنجليزية)
- كانير إردينيز على موقع بروبوليرز (الإنجليزية)
- كانير إردينيز على موقع سبورتس رفرنس (الإنجليزية)